# Nethinius pauliani
Nethinius pauliani là một loài bọ cánh cứng trong họ Cerambycidae.